# チェナニサウルス
チェナニサウルス(学名 Chenanisaurus 「チェナニ(発見場所シディ・チェナネ鉱山)にちなんだ名前」の意味)は、白亜紀後期マーストリヒチアン期のモロッコに生息していた大型のアベリサウルス科の恐竜の属。チェナニサウルスは発見されている、バルバリカスの一種のみ知られている。

## 概要

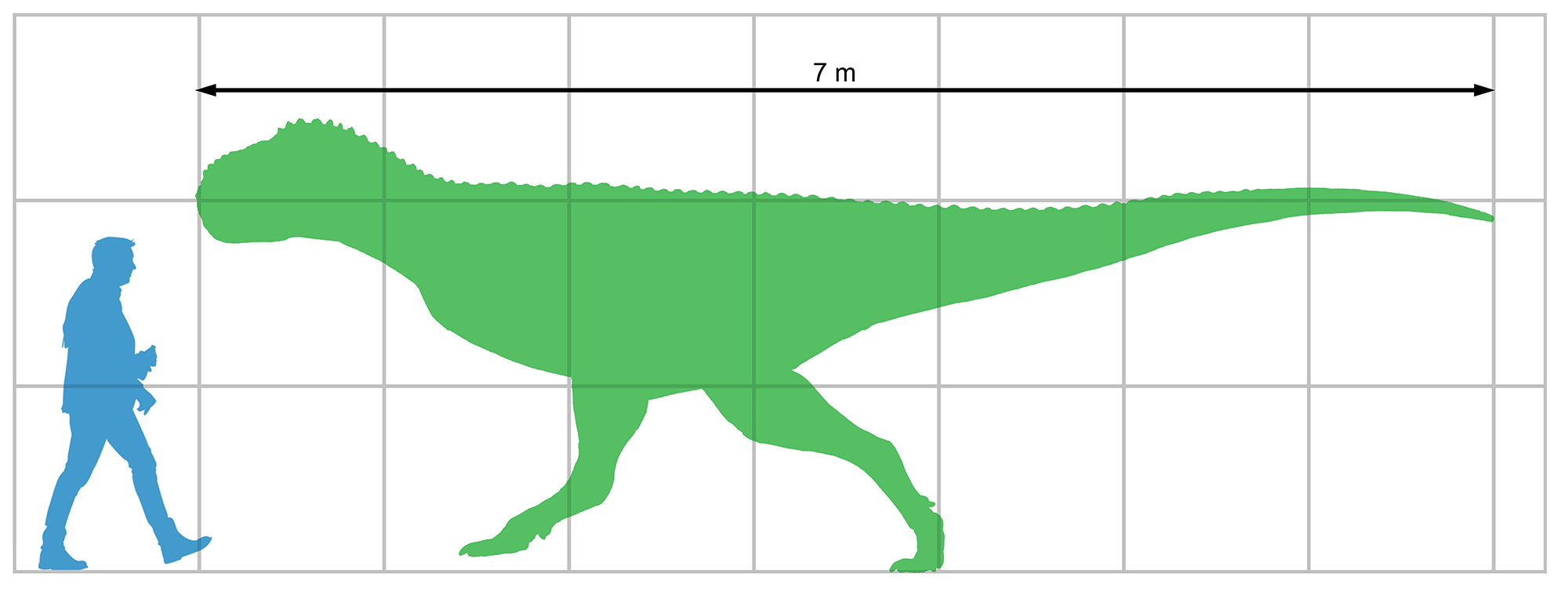
チェナニサウルスとヒトとの大きさの比較

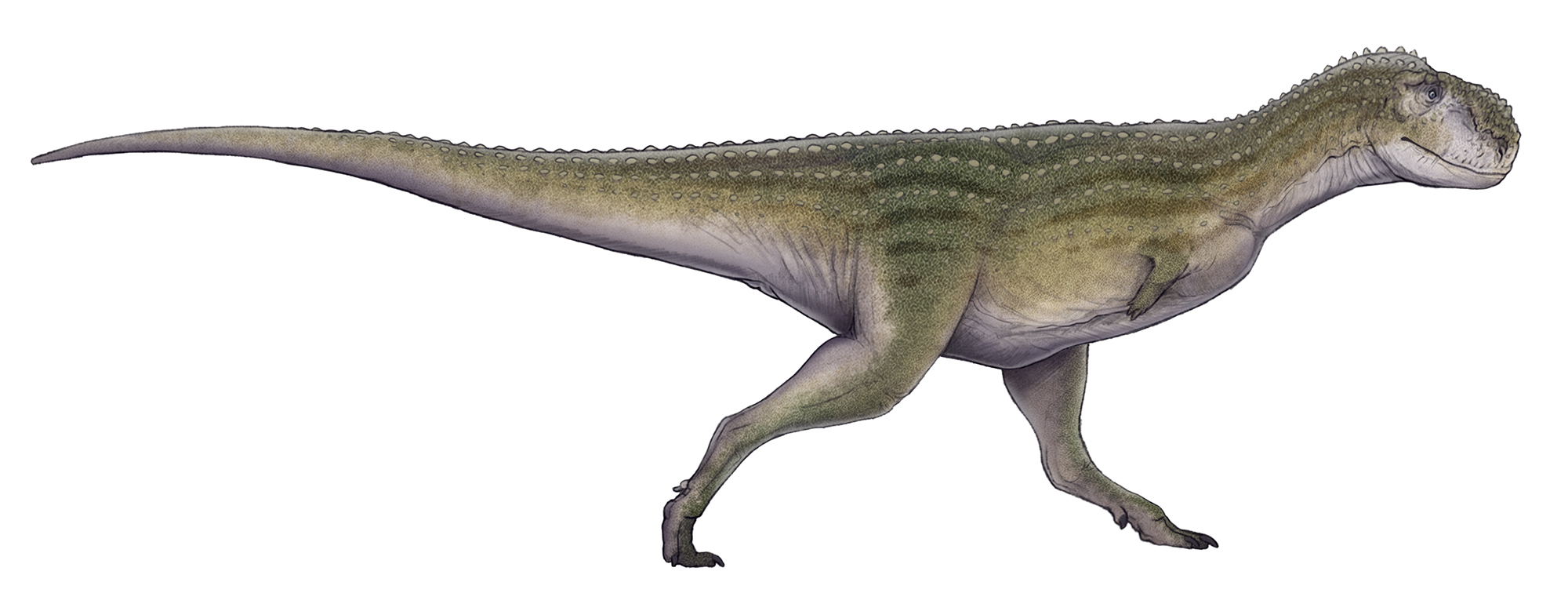
チェナニサウルスの想像生態復元図

推定全長は約7から8メートルと考えらており、アベリサウルス科としては大型でカルノタウルスやピクネモサウルスに匹敵する大きさ。ティタノサウルス類などの大型の竜脚類などを捕食していたと考えられている。アベリサウルス科の特徴の非常に短い前足と強力で頑丈な顎の前歯で、獲物を狩っていたと考えられている。

## 分類
2017年に、チェナニサウルスはアベリサウルス科のアベリサウルス亜科とカルノタウルス亜科と異なる位置に置かれた。顎の形の点ではカルノタウルス亜科のアベリサウルス科に似ているが、離れた位置に置かれた。